# حفره سینه‌ای
حفره سینه‌ای یا حفره قفسه سینه محفظه‌ای است در بدن مهره‌داران که توسط دیواره سینه (قفسه سینه و پوست و ماهیچه و نیام‌های مربوط به آن) حفاظت می‌شود. میان‌سینه (مدیاستینوم) جزء میانی حفره سینه‌ای را تشکیل می‌دهد. دو روزنه در حفره سینه‌ای وجود دارد، یکی در بالا به نام ورودی سینه و دیگری در پایین به نام خروجی سینه.

## نگارخانه

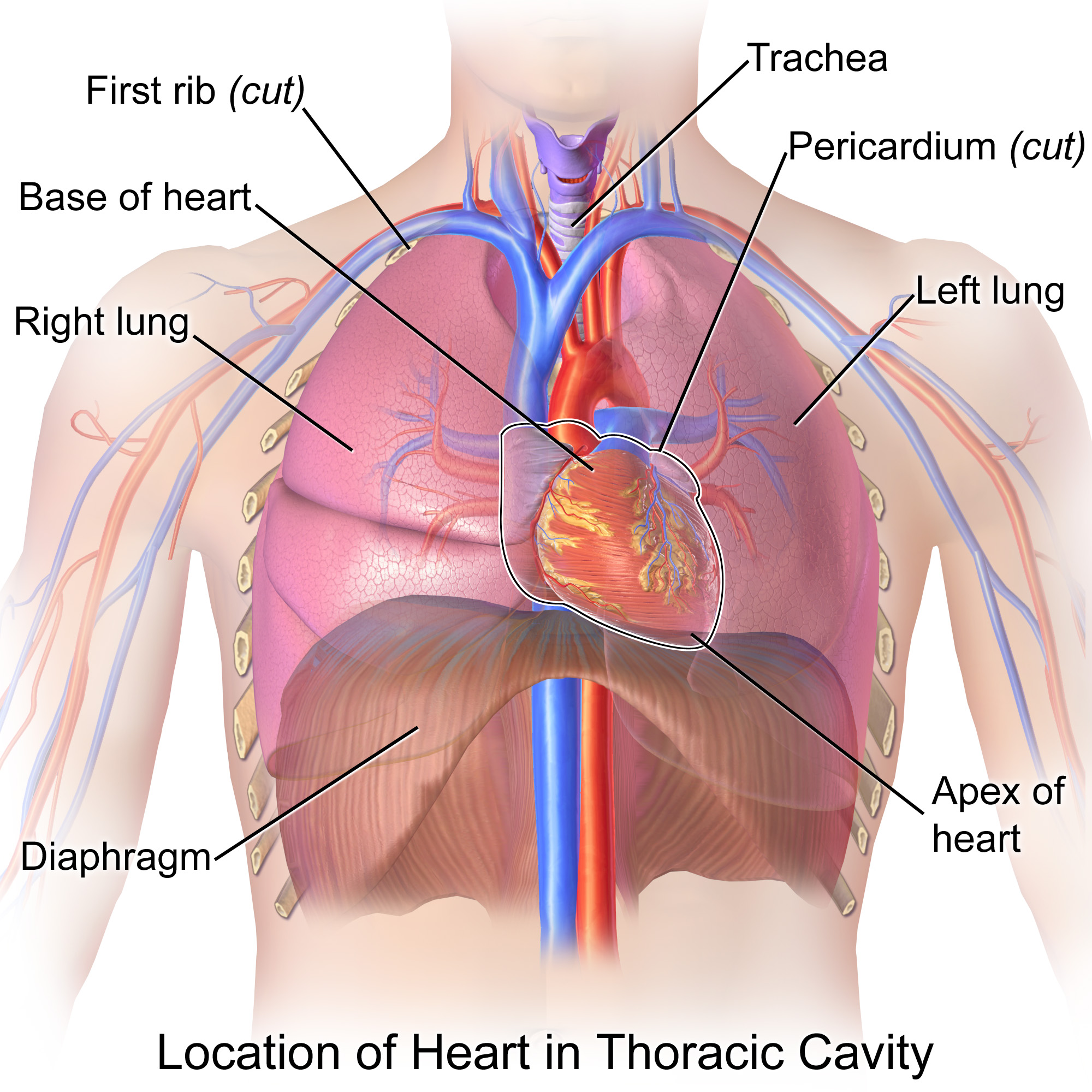
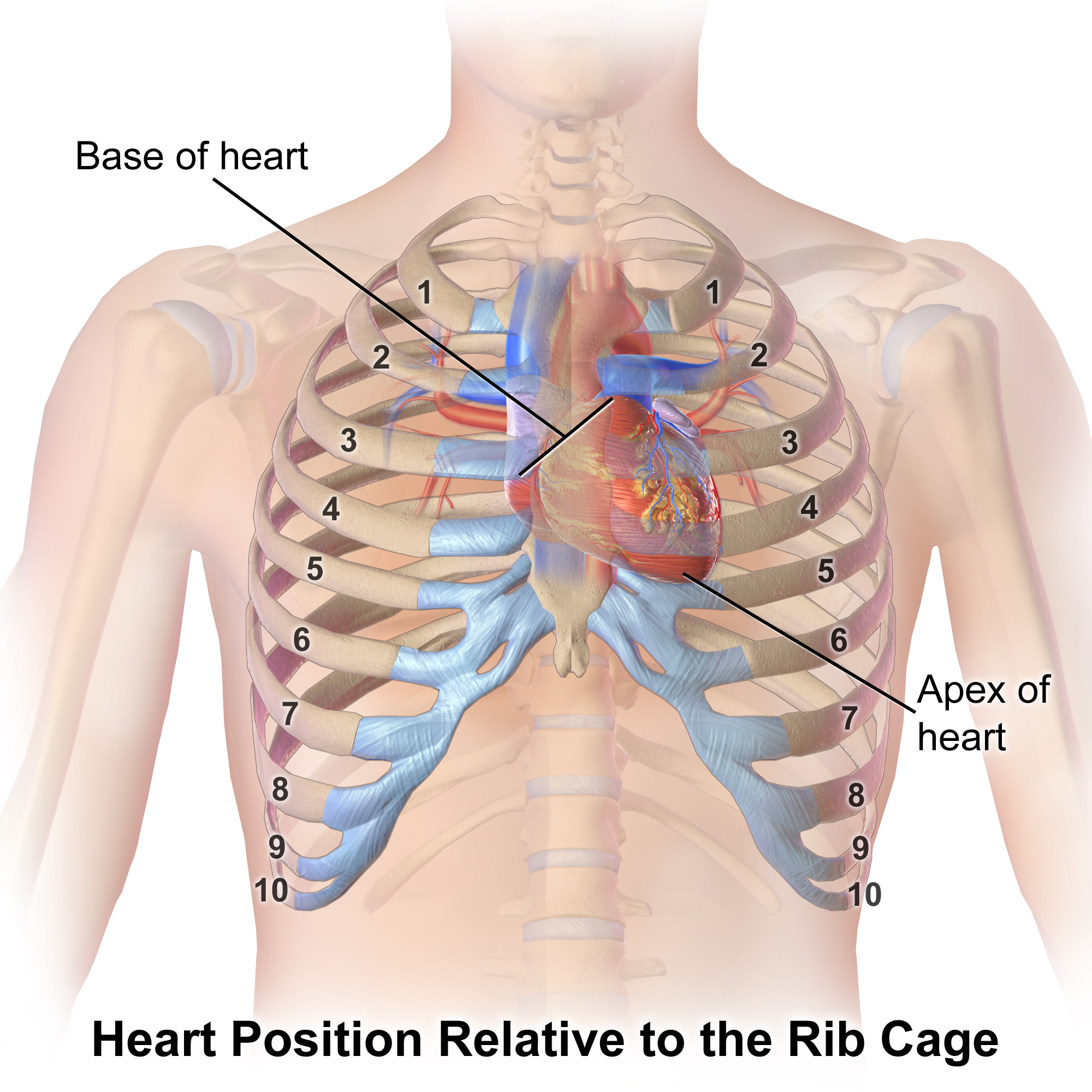